# Au-delà des mots, les termes

Au-delà des mots, les termes est le titre d'un manifeste adressé à la présidente-directrice générale de l'Office québécois de la langue française (OQLF) par d'anciens terminologues de cet organisme. Il a été publié le 12 février 2011 dans le quotidien montréalais Le Devoir  sous forme de lettre ouverte. Le texte a été repris dans Cyberpresse  le 14 février 2011 et mis en ligne sur le site de l’Association pour le soutien et l’usage de la langue française (ASULF) pendant plusieurs mois.
Ce manifeste constate l’existence, au sein de l’OQLF, de deux orientations qui sont en concurrence. Une première orientation se caractérise par une approche proprement terminologique, c’est-à-dire la recherche du terme le plus adéquat pour désigner un concept dans un domaine de spécialité. Depuis une dizaine d’années, une seconde orientation est apparue : elle se caractérise par une approche lexicographique, c’est-à-dire l'enregistrement de tous les termes en usage. Le manifeste constate que cette dernière orientation tend de plus en plus à s’imposer. Il dénonce ce changement visible dans le traitement des articles du Grand Dictionnaire terminologique.
Ce manifeste affirme que « l’Office ne peut se limiter à observer et à enregistrer l'usage, ou les usages en concurrence, comme l’exigerait la démarche lexicographique, car il a le mandat de déterminer quel usage il faut préconiser ». Il demande à l’OQLF de « revenir à sa mission : faire face à l'envahissement de l'anglais en privilégiant, entre autres, les termes français corrects existants au lieu de termes empruntés récemment à l'anglais, de termes hybrides ou de traductions littérales même si, dans le dernier cas, ces mots sont attestés au Québec depuis longtemps » .
Ce manifeste a été signé par dix-neuf anciens terminologues de l'OQLF. Il a reçu l’appui d’une centaine de professionnels de la langue, linguistes, terminologues, traducteurs, correcteurs ou réviseurs . Il a aussi reçu l’appui du linguiste Lionel Meney dans une lettre ouverte publiée sur le site vigile.net le 22 février 2011 sous le titre de Halte à la dérive de l’Office québécois de la langue française . La journaliste Lysiane Gagnon a exprimé un point de vue favorable au manifeste dans le quotidien montréalais La Presse , tandis que le chroniqueur Michel Usereau a exprimé un point de vue critique dans le périodique montréalais L'Aut' Journal .